# Ahl ul-Bayt
El término Ahl ul-Bayt o Ahlul Bayt (en árabe: أهل البيت‎) significa, «Gente de la Casa» o «Familia de la Cámara». Según la tradición islámica, el concepto se refiere a la familia del profeta del islam Mahoma.En el islam sunita el término incluye a Mahoma, sus esposas, su hija Fátima, su primo Ali y sus dos nietos, Hasan ibn Ali y Husáyn ibn Ali y demás descendientes de Mahoma y a veces los descendientes de sus tíos paternos, Abu Tálib y al-Abbás. Algunos sunitas consideran sólo la familia hasta Hasan ibn Ali y Husáyn Ibn Ali como miembros de la Ahl ul-Bayt, pero el término se ha extendido también a todos los descendientes del clan Banu Háshim e incluso a todos los musulmanes. A partir del siglo VIII, en el islam chiita el término se limita a Mahoma, Fátima, Ali y sus hijos Hasán y Husáin, conocidos también colectivamente como la «gente del manto» (Ahl ul-Kisa) en recuerdo de la ocasión en que el Profeta los envolvió con su manto durante el evento de la mubahala. También se incluye a los y los imanes. 
En el pensamiento de sunitas y chiitas, cada musulmán tiene la obligación de amar la Ahl ul-Bayt, pero son los chiitas quienes tienen a la Ahl al-Bayt en la más alta estima. En el chiismo los Ahl ul-Bayt son fundamentales para el islam, siendo sus líderes legítimos y sucesores de Mahoma, y son considerados los intérpretes del corán y la sunna. Hay diferentes opiniones sobre el alcance y la importancia de los Ahl ul Bayt.Los imamíes o duodecimanos creen también en el poder redentor del dolor y el martirio sufrido por los miembros de la Ahl al-Bayt, en particular Husáin.

## Significado
«Ahl ul-Bayt» significa la gente de la casa y se usa a la familia o hijos de una persona. En la terminología islámica, se refiere a la familia de Mahoma. La palabra Ahl ul-Bayt debe ser dicha respetuosamente.

## En el corán
El corán utiliza el término Ahl ul-Bayt dos veces como un término de respeto para las esposas. El primer caso se refiere a las esposas de Mahoma, y la segunda se refiere a la esposa de Abraham, Sara. Según algunas interpretaciones, el corán también se refiere implícitamente a la Ahl ul-Bayt en 42:23, usar el término al-Qurbā.

## Interpretación
Hay diversas opiniones sobre la palabra Ahl ul-Bayt y estudiosos musulmanes creen que el término «la familia del Profeta» puede ser aplicado a tres clases de relaciones o vínculos:
- Aquellos que están relacionados con el Profeta ya sea por vínculo sanguíneo o vínculos conyugales solamente.
- Aquellos que están relacionados con el Profeta por alma y espíritu solamente.
- Aquellos que están relacionados con el profeta por vínculo sanguíneo o vínculos conyugales así como por alma y espíritu.

Los chiitas creen que el término «Ahl ul-Bayt» como lo utilizan el corán y el Profeta, no se aplica a todos ellos. De acuerdo con ellos, el Profeta Mahoma claramente aplicó el término coránico «Ahl ul-Bayt» para referirse apenas a cuatro personas: Fátima y Ali, y sus hijos Hasan y Husáyn. Los sunitas, en cambio, tienen otra opinión y afirman que en el corán Dios ha mencionado a quienes son parte de la Ahl ul-Bayt, incluyendo a los califas y a sus propios hijos:

¡Mujeres del Profeta! Vosotras no sois como otras mujeres cualesquiera. Si teméis a Alá, no seáis tan complacientes en vuestras palabras que llegue a anhelaros el enfermo de corazón. ¡Hablad, más bien, como se debe!

¡Quedaos en vuestras casas! ¡No os acicaléis como se acicalaban las antiguas paganas! ¡Haced la azalá! ¡Dad el azaque! ¡Obedeced a Alá y a Su Enviado! Alá sólo quiere libraros de la mancha, gente de la casa [Ahl ul-Bayt], y purificaros por completo.
Corán 33:32-33.

Asimismo han llevado unas narraciones que Fátima, Ali, Hasan, Husáyn también son de Ahl ul-Bayt. El famoso hadiz es el «Hadiz de Umm Salamah»:
Abu Sa‘id al-Khundari narra de Umm Salama, la esposa del Profeta en cuya casa ocurrió el suceso de Kisá (El hadiz del manto). Ella dice: 
Yibraíl (El Ángel Gabriel) vino con el versículo de la Purificación; el Profeta llamó a Hasan, Huséin, Fátima y Ali, y los reunió a todos y los cubrió con el manto. Luego dijo, «Oh Al-lah, estos son mis Ahl ul-Bayt, así que manténlos alejados de toda impureza y abominación y purifícalos completamente».
Umm Salama dijo: «¿No soy yo de ellos, Oh Apóstol de Dios?» El Profeta dijo: «Tú quédate en tu lugar, eres de los virtuosos».
También el estudioso del Islam Wilferd Madelung dice: «¿Quiénes son la Gente de la Casa aquí? El Pronombre que se refiere a ellos está en plural masculino, mientras que la parte del versículo que le precede está en el plural femenino. Este cambio de género evidentemente ha contribuido al nacimiento de varios relatos de carácter legendario, uniendo la última parte del versículo con las cinco Personas del Manto (Ahl ul-Kisa): Mahoma, Ali, Fátima, Hasan y Husáyn. A pesar del significado obvio, la gran mayoría de los informes citados por at-Tabari en su comentario sobre este versículo apoya esta interpretación».
Otro versículo importante del corán que habla acerca de Ahl ul-Bayt es el 42:23 en el cual Dios Todopoderoso dice:

«…Yo no os pido recompensa a cambio, excepto de que améis a mis parientes cercanos».
Corán 42:23.

Los exegetas, narradores de hadices y expertos en biografías, han transmitido que «la familia del Profeta Mahoma (Qurban Nabí) a los que se refiere esta aleya son: Ali, Fátimah, Hasan y Husáyn (con ellos sea la paz)». Dice textualmente Az-Zamajshari en su Tafsir Al-Kashshaf: «Se narra que los idólatras se reunieron cierta vez y se preguntaron entre ellos: ¿Acaso visteis a Muhammad pedir alguna recompensa por lo que ofrece y hace? Entonces fue revelada la aleya que dice:
"Di: No os pido por ello ninguna recompensa, excepto el amor a mi familia». Luego continúa Az-Zamajshari: «Se narra que cuando fue revelada, le preguntaron: "¡Oh, Mensajero de Alá! ¿Quiénes son tus familiares a los cuales se nos hizo obligatorio amar?» Mahoma respondió: «Ali, Fátimah y sus dos hijos».
En el Musnad de Áhmad Ibn Hanbal, se transmite de Sa'id Ibn Yabir que Ibn Abbás dijo: 
«Cuando fueron reveladas las siguientes palabras del Altísimo: "Di: No os pido por ello ninguna recompensa, excepto el amor a mi familia", la gente preguntó: "¡Oh, Mensajero de Al-lah!. ¿Quiénes son tus familiares a quienes se nos hizo obligatorio amar?". Respondió: "Ali, Fátimah y sus dos hijos».

## Importancia
Los musulmanes ven a la familia de Mahoma en un estatus especial y los respetan. Esto se deriva de las aleyas del corán y hadices que estipulan amor hacia los parientes de Mahoma:
«Di: No os pido por ello ninguna recompensa, excepto el amor a mi familia».
También se puede ver en los Hadices del profeta, Allame Majlesi en su libro Bihâr Al-Anwâr narró un hadiz del profeta del Islam:
Dijo Mahoma:
«El ejemplo de la Gente de mi Casa en mi comunidad es como el del Arca de Noé: quien se embarca en ella se salva, y quien la rechaza es aniquilado…»

## Ahl ul-Bayt en la perspectiva chiita
El Ahl ul-Kasa a junto con los Imames constituyen la definición chií de Ahl ul-Bayt. Los Ahl ul-Bayt son vistos como individuos y como maestros de la fe islámica después de Mahoma divinamente designados. Los miembros de la Ahlul Bayt incluyen:
- Profeta Mahoma
- Noble Fátima
- Imam Ali
- Imam Hasan
- Imam Husayn
- Noble Zaynab Bint Ali
- Imam Sayyad
- Imam Baqir
- Imam Sadiq
- Imam Kazim
- Imam Riza
- Imam Yawad
- Imam Hadi
- Imam Hasan Askari
- Imam Mahdi[14]

En muchas comunidades musulmanas, se atribuye un alto estatus social a quienes afirman ser sayyids o sharifs, es decir, descendientes sanguíneos de los ahl ul-Bayt. Muchos eruditos y santos musulmanes son miembros de estos dos grupos, y con frecuencia sus tumbas se han convertido en sitios de peregrinación. Si bien la conquista de Arabia por parte de los sauditas-wahabistas entre los siglos XIX y XX llevó a la destrucción de muchos santuarios dedicados a los ahl al-bayt (entre ellos la tumba de Fátimah en la ciudad de Medina), en otros lugares tales altares han atraído grandes multitudes de peregrinos en tiempos modernos. Entre estos están los santuarios de Ali (Náyaf, Irak), Husáin (uno en Kerbala, Irak y el otro en El Cairo, Egipto), Ali al-Rida (el octavo imán; Mashhad, Irán), así como de santas como el de la Sayyida Záynab (hija de Ali; El Cairo) o Fátima al-Masuma (hija del séptimo imán; Qom, Irán).
Varios líderes de estado contemporáneos en muchos países musulmanes han afirmado ser descendientes cosanguíneos de la ahl al-bayt, incluyendo a la dinastía alauí de Marruecos, la dinastía hachemita de Irak y Jordania, y muchos de los mulás gobernantes en Irán, incluyendo al Ayatolá Jomeini, cuya tumba se ha convertido en un popular santuario chiita.